# Балка Різана
Балка Різана — ландшафтний заказник місцевого значення. Об'єкт розташований на території Гуляйпільського району Запорізької області, на території Залізничної селищної ради, за 2 км на захід від селища Залізничне.
Площа — 90 га, статус отриманий у 2009 році.
Охороняється балка біля витоків річки зі ставками та лучно-степовою рослинністю.